# Molophilus flavus
Molophilus flavus är en tvåvingeart som beskrevs av Maurice Emile Marie Goetghebuer 1920. Molophilus flavus ingår i släktet Molophilus och familjen småharkrankar. Arten är reproducerande i Sverige. Inga underarter finns listade i Catalogue of Life.